# Mcholi II
Mcholi II ist ein Verwaltungsbezirk (englisch Ward) des Distrikts Newala (TC) in der tansanischen Region Mtwara.

## Geografie
Mcholi II liegt im Südosten von Tansania etwa 15 Kilometer Luftlinie östlich der Distrikthauptstadt Newala. Der Bezirk grenzt im Norden an Mkwedu, im Nordosten an Mahuta, im Südosten an Mkundi, im Südwesten an Mtumachi und im Westen an Mahumbika. Bei der Volkszählung 2022 lebten 6954 Menschen in 2086 Haushalten auf einer Fläche von 43 Quadratkilometern.

## Gliederung
Der Bezirk besteht aus fünf Gemeinden (Mtaa) mit 13 Orten (Kitongoji):
| Tawala - Godauni - Majengo - Mdenga | Mnaida - Kilimahewa - Madina | Lidumbe Shuleni - Mkunguni - Chikongo - Madina - Dubai | Mitumbati - Mkunguni - Mwembeni | Msilili - Godauni - Mashine |